# Mantispa zayasi
Mantispa zayasi is een insect uit de familie van de Mantispidae, die tot de orde netvleugeligen (Neuroptera) behoort. 
Mantispa zayasi is voor het eerst wetenschappelijk beschreven door Alayo in 1968.